# 胡荷韬
胡荷韬（2003年10月5日—）是一名中国足球运动员，现效力中超联赛球队成都蓉城，司职左边翼卫。

## 早年经历
胡荷韬出生于重庆市万州区，小学三年级时开始接触足球，接受业余性质的足球训练，毕业后通过特招升入重庆育才中学，并开始接受正规足球训练。2018年，胡荷韬在与成都队的比赛后被成都市足协相中，加入了成都足协青训，在接受职业青训、备战全国青年足球赛事的同时准备高考。2019年，胡荷韬作为主力左后卫，代表四川队参加全国青运会。2021年，随四川队获全运会U18组第7名。

## 俱乐部生涯
2022年，在与成都蓉城预备队的比赛后，胡荷韬被成都蓉城相中，于3月13日加入其预备队，入队第二天即跟随一线队训练，并于4月30日正式被提拔至一线队，身披2号球衣。6月4日，对阵深圳队的联赛首轮比赛，胡荷韬完成中超首秀，也是职业联赛的首秀。7月11日，对阵梅州客家的联赛第10轮，胡荷韬攻入职业生涯首个进球。12月25日，胡荷韬获评中超联赛第32轮最佳球员。
2023赛季，由于被U-20和U-23国家队征召，进行长达数月的集训和比赛，胡荷韬在俱乐部无法获得稳定出场时间（仅8次出场），状态急剧下滑。5月8日，胡荷韬获得成都市青年五四奖章。
2024赛季，胡荷韬状态有所回升，联赛中共出场16次，收获2个进球、1个助攻。

## 国家队生涯
2023年2月，胡荷韬入选中国U20国家队参加2023年亞足聯U-20亞洲盃的大名单。同年，他曾数次被U-20和U-23国家队征召，进行长达数月的集训。
2024年4月5日，胡荷韬入选中国U23国家队参加2024年亞足聯U-23亞洲盃的大名单。
2024年10月10日，胡荷韬入选中国国家队参加世预赛十八强赛对阵澳大利亚的大名单，在阿德莱德椭圆形球场完成了成年国家队首秀。

## 个人生活
胡荷韬曾在2022年初举行的2021年中国足协杯决赛中担任球童，该场比赛的举办地正是成都蓉城的主场，几个月后他便加盟了成都蓉城。

## 生涯数据

### 俱乐部
最後更新：2024年10月10日
| 俱乐部   | 赛季     | 联赛     | 联赛 | 联赛 | 杯赛 | 杯赛 | 洲际赛事 | 洲际赛事 | 其他 | 其他 | 总计 | 总计 |
| 俱乐部   | 赛季     | 级别     | 出场 | 进球 | 出场 | 进球 | 出场     | 进球     | 出场 | 进球 | 出场 | 进球 |
| -------- | -------- | -------- | ---- | ---- | ---- | ---- | -------- | -------- | ---- | ---- | ---- | ---- |
| 成都蓉城 | 2022     | 中超     | 23   | 1    | 2    | 0    | –        | –        | –    | –    | 25   | 1    |
| 成都蓉城 | 2023     | 中超     | 8    | 0    | 1    | 0    | –        | –        | –    | –    | 8    | 0    |
| 成都蓉城 | 2024     | 中超     | 16   | 2    | 3    | 0    | –        | –        | –    | –    | 19   | 2    |
| 成都蓉城 | 总计     | 总计     | 47   | 3    | 6    | 0    | 0        | 0        | 0    | 0    | 52   | 3    |
| 生涯总计 | 生涯总计 | 生涯总计 | 47   | 3    | 6    | 0    | 0        | 0        | 0    | 0    | 52   | 3    |